# Vadon kihalt állatfajok listája
Az alábbi a lista azokat az állatfajokat, illetve alfajokat tartalmazza, amelyek a Természetvédelmi Világszövetség Vörös listáján a Vadon kihalt (Extinct in the Wild) besorolást kapták.
A lista a Vörös Lista 2010-es változatán alapszik. Eszerint 45 állatfaj, illetve alfaj tartozik a „Vadon kihalt” kategóriába.

## Animalia

### Arthropoda

#### Crustacea

##### Isopoda

###### Sphaeromatidae
- Thermosphaeroma thermophilum

#### Insecta

##### Orthoptera

###### Gryllidae
- Leptogryllus deceptor

### Chordata

#### Actinopterygii

##### Cypriniformes

###### Cyprinidae
- Acanthobrama telavivensis
- Epalzeorhynchos bicolor

##### Cyprinodontiformes

###### Cyprinodontidae
- Cyprinodon alvarezi
- Cyprinodon longidorsalis
- Megupsilon aporus

###### Goodeidae
- Ameca splendens
- Skiffia francesae

##### Perciformes

###### Cichlidae
- Haplochromis ishmaeli
- Haplochromis lividus
- Haplochromis perrieri
- Platytaeniodus degeni
- Yssichromis sp. nov. 'argens'
- Haplochromis ch. 44
- Pudamilia nyererei

##### Salmoniformes

###### Salmonidae
- Stenodus leucichthys

#### Amphibia

##### Anura

###### Bufonidae
- Anaxyrus baxteri
- Nectophrynoides asperginis

#### Aves

##### Columbiformes

###### Columbidae
- Zenaida graysoni

##### Galliformes

###### Cracidae
- Mitu mitu

##### Gruiformes

###### Rallidae
- Gallirallus owstoni

##### Passeriformes

###### Corvidae
- Corvus hawaiiensis

#### Mammalia

##### Cetartiodactyla

###### Bovidae
- Oryx dammah

###### Cervidae
- Elaphurus davidianus

#### Reptilia

##### Testudines

###### Testudinidae
- Geochelone nigra abingdoni
- Geochelone nigra duncanensis

###### Trionychidae
- Aspideretes nigricans

### Mollusca

#### Gastropoda

##### Sorbeoconcha

###### Thiaridae
- Aylacostoma chloroticum
- Aylacostoma guaraniticum
- Aylacostoma stigmaticum

##### Stylommatophora

###### Partulidae
- Partula dentifera
- Partula faba
- Partula hebe
- Partula mirabilis
- Partula mooreana
- Partula nodosa
- Partula rosea
- Partula suturalis
- Partula suturalis strigosa
- Partula suturalis vexillum
- Partula taeniata elongata
- Partula taeniata nucleola
- Partula taeniata simulans
- Partula tohiveana
- Partula tristis
- Partula varia